# Tameslouht
Tameslouht oder Tameslohte ist eine Kleinstadt mit etwa 10.000 Einwohnern und eine Landgemeinde (commune rurale) mit ca. 40.000 Einwohnern in der Provinz Al Haouz in der Region Marrakesch-Safi im Süden Marokkos.

## Lage und Klima
Tameslouht liegt in einer beinahe wüstenartigen Umgebung ca. 17 km (Fahrtstrecke) südwestlich der Millionenstadt Marrakesch. Das Klima ist meist warm bis heiß; Regen (ca. 300 mm/Jahr) fällt überwiegend im Winterhalbjahr.

## Bevölkerung
Ort
| Jahr      | 1994  | 2004  | 2014  | 2024   |
| Einwohner | k. A. | 6.346 | 9.093 | 10.481 |

Gemeinde
| Jahr      | 1994   | 2004   | 2014   | 2024   |
| Einwohner | 17.138 | 21.408 | 28.978 | 40.283 |

Die Einwohner sind sowohl berberischer als auch arabischer Abstammung; gesprochen wird der regionale Dialekt Taschelhit und Marokkanisches Arabisch.

## Wirtschaft
Tameslouht ist eine Oase innerhalb einer beinahe wüstenartigen Umgebung. Die Einwohner lebten jahrhundertelang als Selbstversorger. Seit den letzten Jahrzehnten des 20. Jahrhunderts spielt auch der Tourismus (Hotels) eine bedeutende Rolle im Wirtschaftsleben der Stadt.

## Geschichte
Im 13. Jahrhundert wird der Ort erstmals schriftlich erwähnt. Die Kasbah stammt ursprünglich aus dem 16. Jahrhundert; sie wurde jedoch wiederholt verändert. In dieser Zeit lebte auch Abû Abd Allah Al Ghazouani, einer der sieben Stadtpatrone von Marrakesch. Das Jahr 1566 gilt als Gründungsdatum der Stadt; der Überlieferung zufolge wurde sie von Abdallah Ben Hussain (auch Moulay Abdel Hussein) gegründet.

## Sehenswürdigkeiten
- Kasbah Agafay/Hotel (ca. 12 km außerhalb)
- Mausoleum von Sidi Abdallah ben Hussein
- Zaouïa Ait Amghar